# خرامورت
خرامورت (ارمنی: Խրամորթ) یک منطقهٔ مسکونی در جمهوری آرتساخ است که در استان آسکران واقع شده‌است. خرامورت  ۴۰۳ نفر جمعیت دارد.